# Exeter (Missouri)
Exeter és una població dels Estats Units a l'estat de Missouri. Segons el cens del 2000 tenia 707 habitants.

## Demografia
Segons el cens del 2000, Exeter tenia 707 habitants, 303 habitatges, i 196 famílies. La densitat de població era de 341,2 habitants per km².
Dels 303 habitatges en un 33,7% hi vivien nens de menys de 18 anys, en un 46,5% hi vivien parelles casades, en un 13,9% dones solteres, i en un 35% no eren unitats familiars. En el 32,3% dels habitatges hi vivien persones soles el 15,2% de les quals corresponia a persones de 65 anys o més que vivien soles. El nombre mitjà de persones vivint en cada habitatge era de 2,33 i el nombre mitjà de persones que vivien en cada família era de 2,89.
Per edats la població es repartia de la següent manera: un 28,3% tenia menys de 18 anys, un 8,5% entre 18 i 24, un 27,9% entre 25 i 44, un 21,8% de 45 a 60 i un 13,6% 65 anys o més.
L'edat mediana era de 35 anys. Per cada 100 dones de 18 o més anys hi havia 81,7 homes.
La renda mediana per habitatge era de 25.438 $ i la renda mediana per família de 28.906 $. Els homes tenien una renda mediana de 24.643 $ mentre que les dones 17.981 $. La renda per capita de la població era d'11.600 $. Entorn de l'11,8% de les famílies i el 18,6% de la població estaven per davall del llindar de pobresa.

## Poblacions més properes
El següent diagrama mostra les poblacions més properes.